# Odontognophos
Odontognophos is een geslacht van vlinders van de familie spanners (Geometridae), uit de onderfamilie Ennominae.

## Soorten
- O. daubearia Boisduval, 1840
- O. dumetata Treitschke, 1827
- O. zacharia Staudinger, 1879